# Valentina Klemenčič
Valentina Klemenčič, slovenska rokometašica, * 5. februar 2002, Kranj.
Valentina je članica RK Krim in slovenske reprezentance.
Za Slovenijo je nastopila na svetovnem prvenstvu 2019 in na evropskem prvenstvu 2020.